# دراکا (بلغارستان)
دراکا (به بلغاری: Draka) یک منطقهٔ مسکونی در بلغارستان است که در استان بورگاس واقع شده‌است.